# Tauson
Tauson er et efternavn, der sandsynligvis har sin oprindelse fra Sverige. Der er også flest svenskere med navnet.
1. januar 2019 var der ifølge Danmarks Statistik 16 nulevende danskere med efternavnet Tauson. Det samme som i 2018 og 2017, men et fald på én fra 2016.

## Personer
- Christian Tauson (sportsskytte) – dansk godsinspektør og sportsskytte
- Jørgen Tauson – dansk direktør
- Peter Tauson – dansk ishockeyspiller og eksportchef
- Michael Tauson – dansk tennisspiller
- Søren Tauson – dansk ishockeyspiller
- Christian Tauson – dansk ishockeyspiller
- Caroline Groth Tauson – dansk atlet
- Clara Tauson – dansk tennisspiller